# Auguste Donny
Joseph Augustin Donny, detto Auguste (Béziers, 1º gennaio 1851 – Yport, 22 settembre 1916), è stato un velista francese.
Partecipò ai giochi della II Olimpiade di Parigi nel 1900 a bordo di Mignon, con cui vinse una medaglia di bronzo nella seconda gara della classe da due a tre tonnellate. Partecipò anche alla prima gara della stessa categoria dove ottenne il quarto posto. 
Prese parte anche alla gara di classe aperta ma non la completò.

## Palmarès
| Anno | Manifestazione | Sede   | Evento                 | Risultato |
| ---- | -------------- | ------ | ---------------------- | --------- |
| 1900 | Olimpiadi      | Parigi | Classe 2-3 ton, gara 2 | Bronzo    |